# 남원 노적봉 마애여래좌상
남원 노적봉 마애여래좌상(南原 露積峰 磨崖如來坐像)은 대한민국 전북특별자치도 남원시 사매면 노적봉에 있는 마애불 좌상이다. 1999년 7월 9일 전북특별자치도의 문화재자료 제146호로 지정되었다.

## 개요
이 불상은 거대한 바위에 새긴 마애불로 미래에 태어날 미륵부처를 묘사하고 있다. 고려시대에 만든 것으로, 활짝 핀 연꽃을 두 손으로 받들고 명상에 잠겨 있는 듯한 모습은 차분한 느낌을 준다. 옷은 사실적으로 표현하였지만, 기다란 눈, 도톰한 코, 작은 입 등에서 고려시대 불상의 특징을 보이고 있다. 전체적으로 새김이 얕아 조각이라기 보다는 그림과 같은 평면적인 느낌을 준다. 예전에는 '호성사'라는 절이 있었다고 하나 지금은 터만 남아 있다. 호성사는 어느 도승이 호랑이에게 물려간 한 아이를 구해주고 그 아이의 부모로부터 시주를 받아 세웠다고 한다.

## 참고 자료
- 노적봉마애여래좌상 - 국가유산청 국가유산포털